# Universidade Católica de Nossa Senhora de Assunção
A Universidade Católica de Nossa Senhora de Assunção (em castelhano:  Universidad Católica "Nuestra Señora de la Asunción") é uma instituição de ensino superior privada do Paraguai. Sediada na capital, Assunção, é também uma das maiores universidades e a segunda mais antiga do país.
Ela possui seis campi em Assunção, Alto Paraguay, Caaguazú, Concepción, Guairá e Itapúa e duas unidades acadêmicas em Pedro Juan Caballero e Carapeguá.